# Hikmet Karaman
Hikmet Karaman (Tirebolu, 9 marzo 1960) è un allenatore di calcio turco.